# Charanga (Russie)
Charanga (Шара́нга) est une commune urbaine de type bourg ouvrier de Russie située dans l'oblast de Nijni Novgorod. Elle comptait 6 697 habitants en 2021.

## Géographie

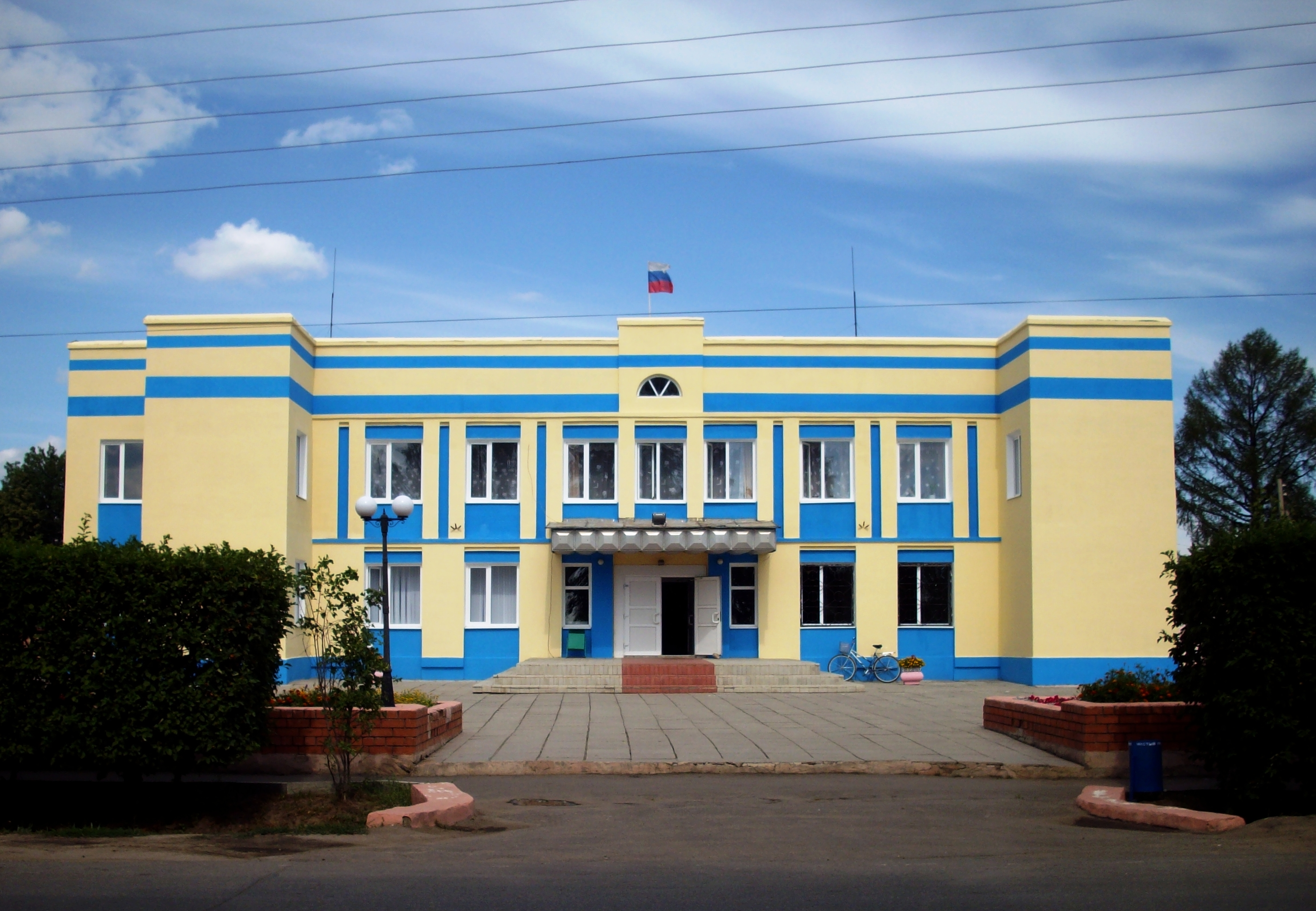
Siège de l'administration de Charanga.

Charanga se trouve à 183 km par vol d'oiseau au nord-est de Nijni Novgorod, à 55 km au sud de Chakhounia, à 100 km au nord-ouest de Iochkar-Ola et à une dizaine de kilomètres de la limite de l'oblast de Kirov. Le bourg est à 11 km au nord de Rojentsovo et se trouve au bord de la rivière Charanga, affluent gauche de l'Ousta.
Charanga est le siège administratif de l'arrondissement (raïon) du même nom, ainsi que de la municipalité du bourg ouvrier à laquelle appartiennent en plus les villages de Bolchoï Reïtchvaj (4 km au nord-ouest), Kourchakovo (4 km au sud-est) et Maly Reïtchvaj (4 km au nord).

## Histoire

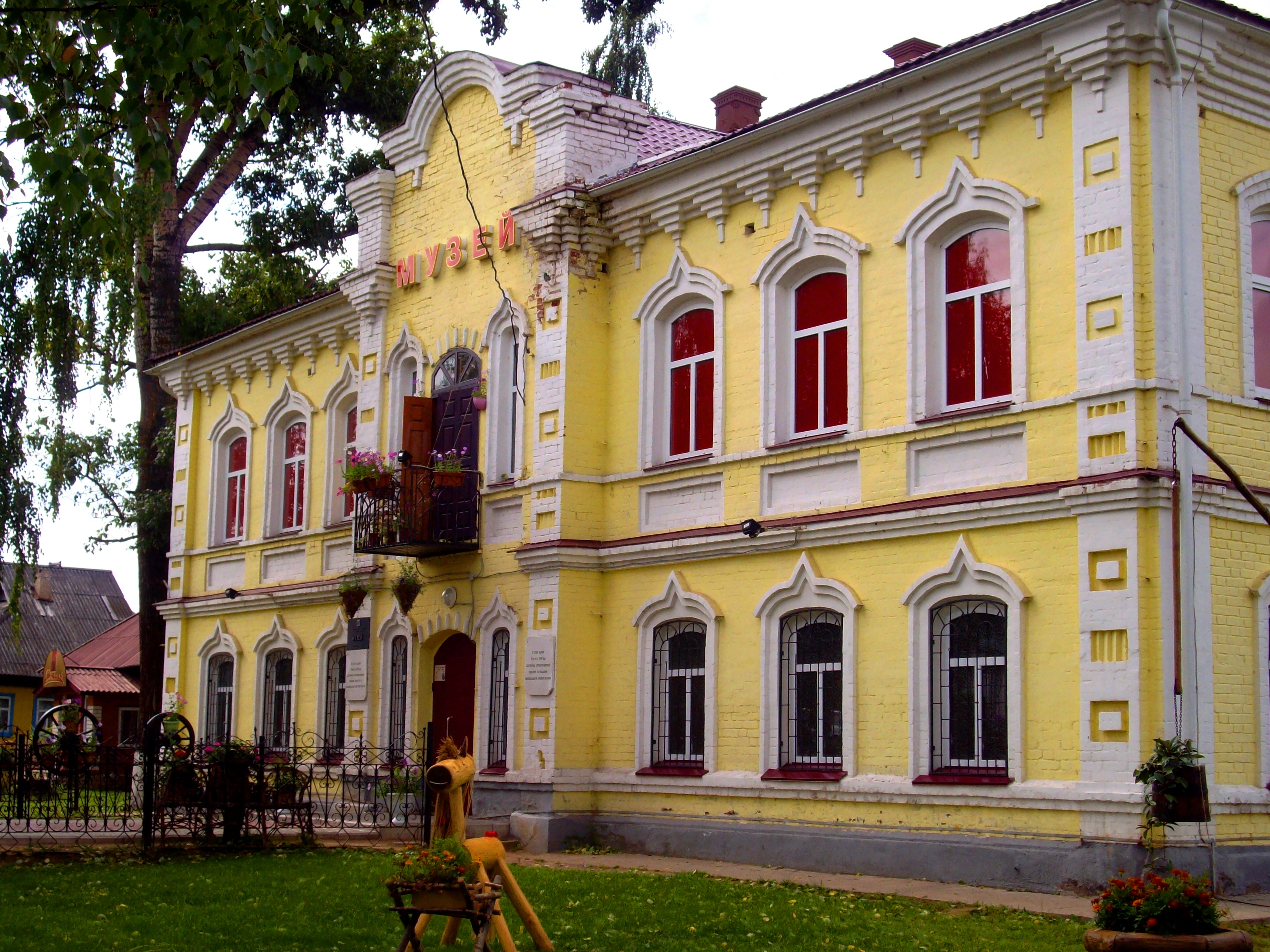
Musée local.

L'endroit est mentionné pour la première fois en 1747 comme village de moins d'une centaine d'habitants, principalementr des Maris, et nommé d'après la rivière dont le nom provient du mot saule en mari: « charangué ». Il appartenait à l'ouïezd de Iaransk du gouvernement de Viatka. La paroisse est formée en 1837, avec une église de bois construite en 1840, remplacée par une église de brique en 1875. Un marché se tient autour de l'église certains grands jours de fête ce qui apporte de l'aisance au village. Le recensement de 1897 indique qu'y vivent alors 500 habitants dans environ 200 foyers. Le village dispose d'une église paroissiale, d'une école de zemtsvo, d'un moulin à eau, d'une fabrique de teinture, de six boutiques, deux auberges. Un grand bazar et une foire s'y tiennent trois fois par an. 
Charanga est choisi comme le siège administratif du nouveau raïon de Charanga, le 10 juin 1929. Il dépend des années 1930 au 6 janvier 1960 de l'oblast de Kirov, puis entre dans l'oblast de Gorki (nom à l'époque de Nijni Novgorod). Charanga reçoit en 1972 le statut de commune urbaine. 

### Population
| Année | Habitants |
| ----- | --------- |
| 1897  | 550       |
| 1939  | 1803      |
| 1959  | 2437      |
| 1970  | 3841      |
| 1979  | 4986      |
| 1989  | 6053      |
| 2002  | 6381      |
| 2010  | 6557      |
| 2014  | 6587      |
| 2019  | 6686      |
| 2021  | 6697      |

## Transport
Charanga se trouve à quelques kilomètres à l'ouest de la route régionale 22K-0012 qui la relie par Aria, non loin de la petite ville d'Ouren, à la route 22R-0159 Nijni Novgorod-Chakhounia (–Iaransk), et par Tonkino à la République des Maris, en direction de Kilemary.
Aria, à environ 50 km au nord-ouest, est également la gare la plus proche sur la ligne Moscou-Nijni Novgorod-Kotelnitch.

## Galerie

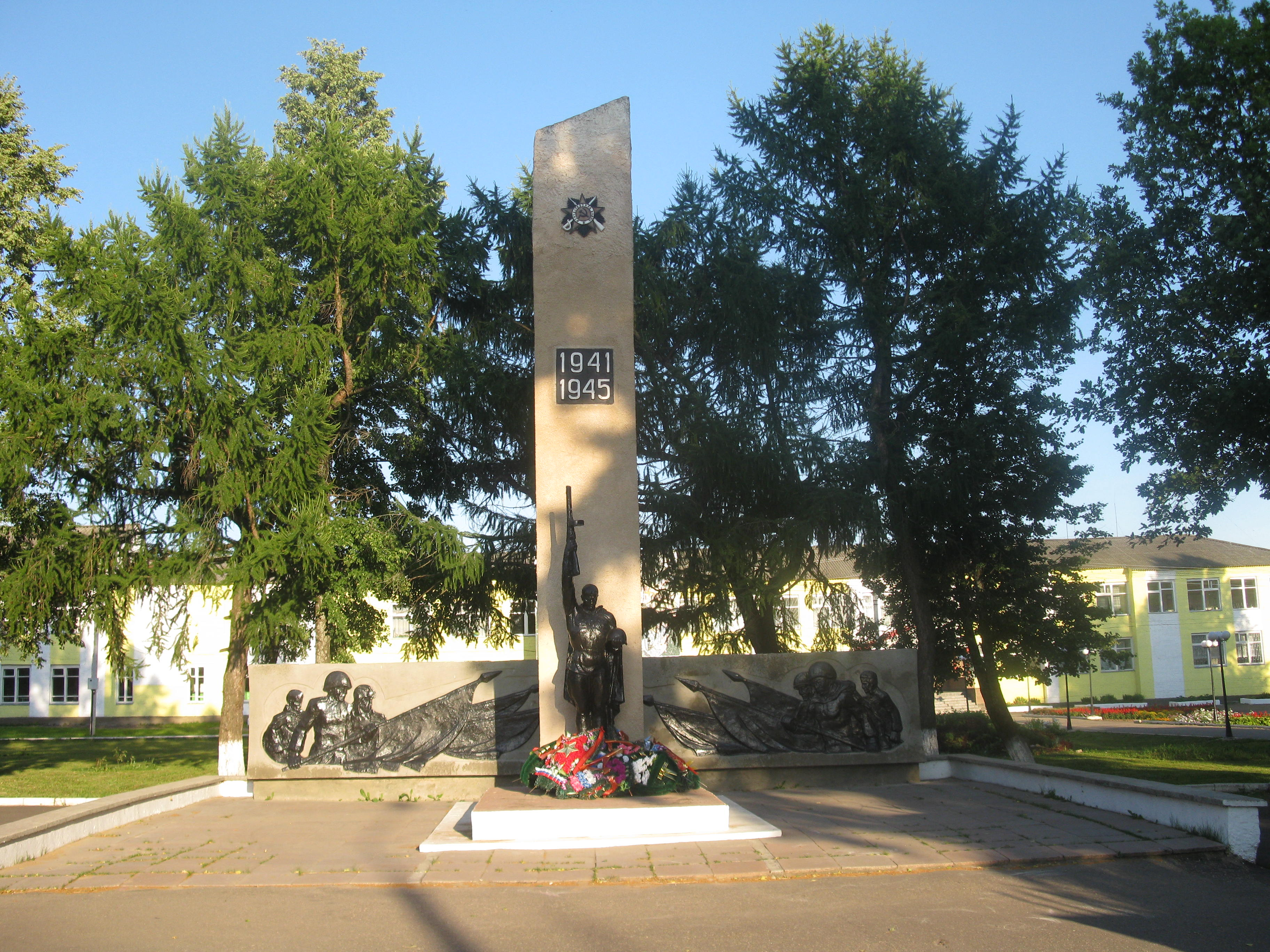
Monument aux morts de la Grande Guerre patriotique.
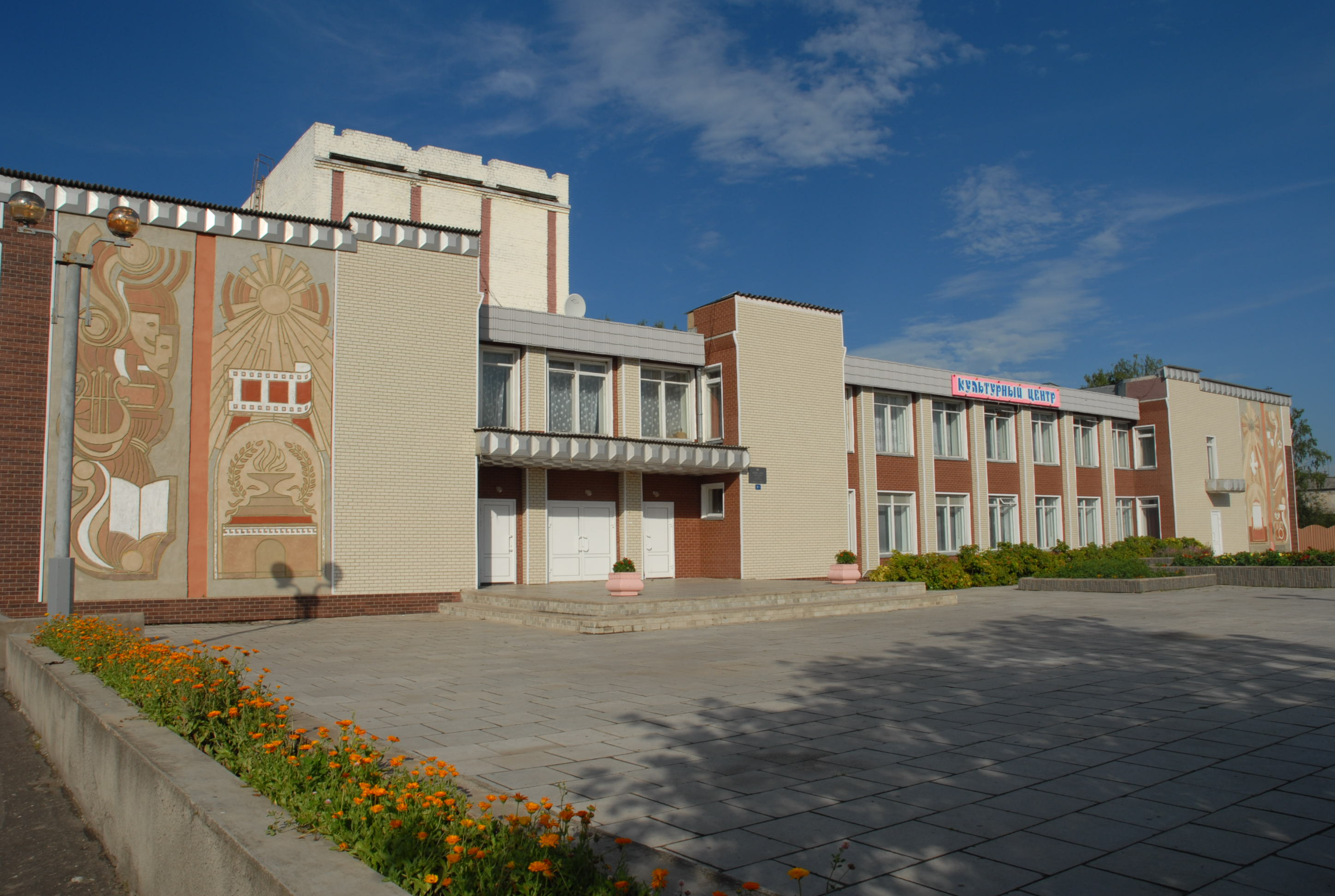
Maison de la culture de l'arrondissement de Charanga.
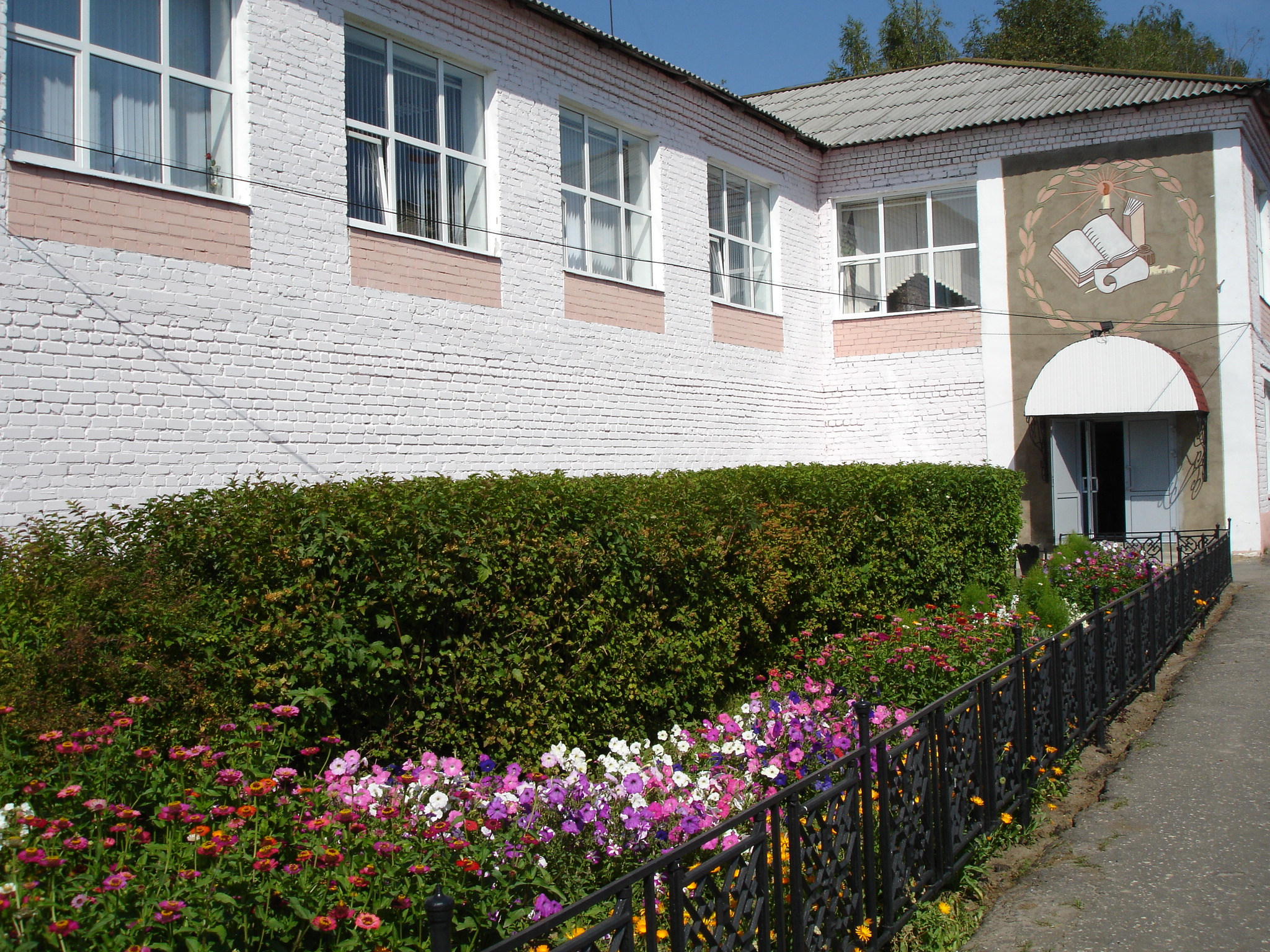
Bibliothèque centrale.
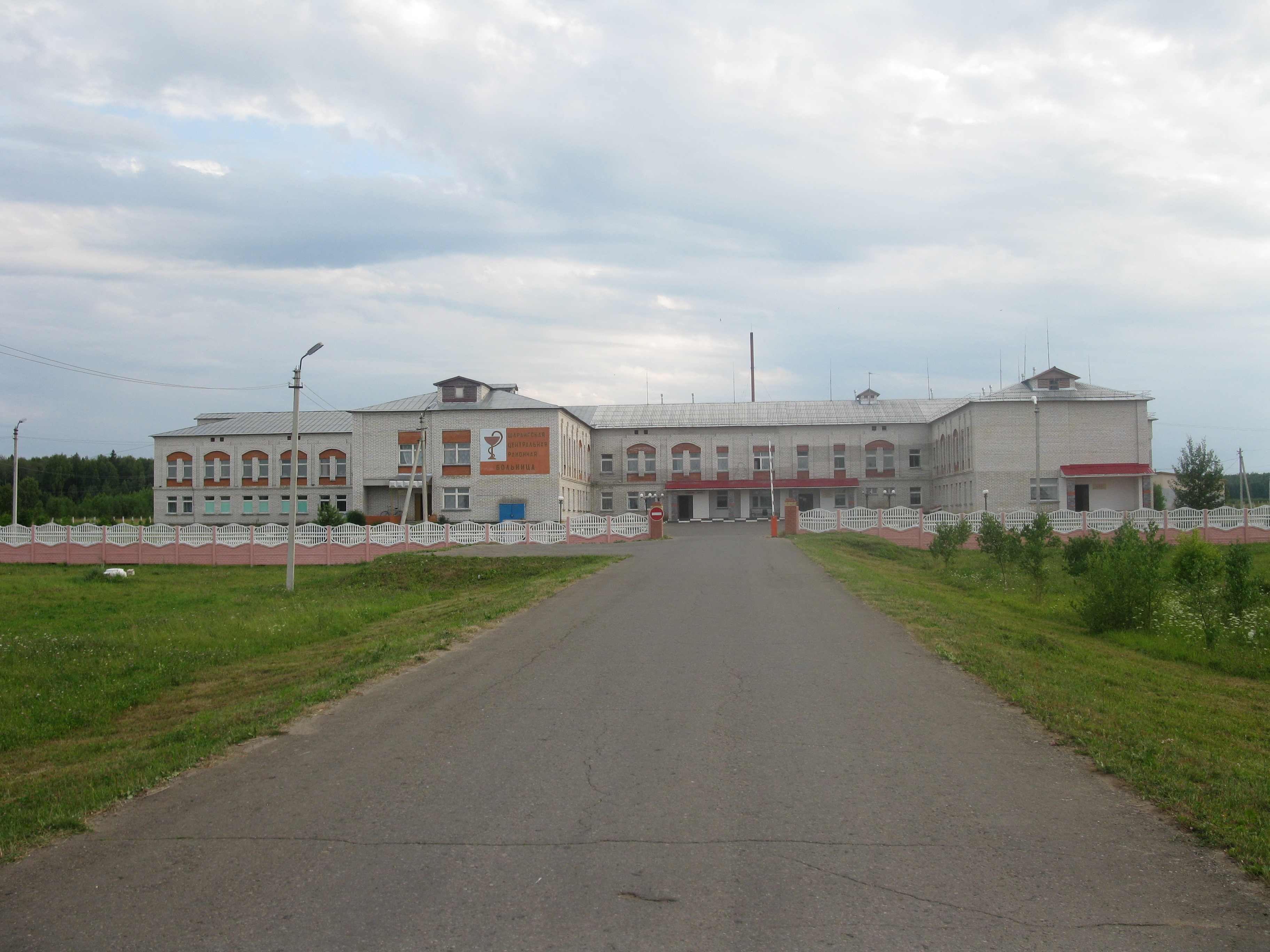
Hôpital d'arrondissement.